# 완비 균등 공간
일반위상수학에서 완비 균등 공간(完備均等空間, 영어: complete uniform space)은 그 속에 "있어야 하지만 없는 점"이 없는 균등 공간이다. 즉, 코시 그물(영어: Cauchy net)이라는 특별한 종류의 그물은 "수렴하여야 하는" 그물이며, 모든 코시 그물이 실제로 수렴한다면 (즉, 수렴하는 점이 존재한다면) 그 균등 공간을 완비 균등 공간이라고 한다. 이는 완비 거리 공간의 개념의 일반화이다.

## 정의
거리 공간을 다룰 때는 코시 열의 개념을 사용하지만, 임의의 균등 공간을 다룰 때는 점렬 대신 필터 또는 그물을 사용해야 한다.
완비 균등 공간은 모든 코시 필터가 수렴 필터인 균등 공간이다. 이는 모든 코시 그물이 수렴하는 것과 동치이다. 이는 완비 거리 공간의 개념의 일반화이다. 즉, 임의의 거리 공간 {\displaystyle X}에 대하여, {\displaystyle X}가 완비 균등 공간인 것은 {\displaystyle X}가 완비 거리 공간인 것과 동치이다.

### 코시 필터
균등 공간 {\displaystyle (X,(\approx _{E})_{E\in {\mathcal {E}}})} 위의 코시 필터(영어: Cauchy filter) {\displaystyle {\mathcal {F}}\subseteq {\mathcal {P}}(X)}는 다음 조건을 만족시키는 {\displaystyle {\mathcal {P}}(X)} 위의 필터이다.
- 임의의 측근 {\displaystyle E\in {\mathcal {E}}}에 대하여, {\displaystyle F\times F\subseteq E}가 되는 {\displaystyle F\in {\mathcal {F}}}가 존재한다.

즉, 코시 필터는 “임의로 작은” 집합을 포함하는 필터이다. {\displaystyle (X,(\approx _{E})_{E\in {\mathcal {E}}})} 위의 코시 필터들의 집합은 포함 관계에 따라 부분 순서 집합을 이룬다. 임의의 코시 필터 {\displaystyle {\mathcal {F}}}에 대하여, {\displaystyle {\mathcal {F}}_{\min }\subseteq {\mathcal {F}}}인 극소 코시 필터 {\displaystyle {\mathcal {F}}_{\min }}가 항상 유일하게 존재함을 보일 수 있다. 구체적으로, 이는 다음과 같다.
{\displaystyle {\mathcal {F}}_{\min }=\{E[F,-]\colon E\in {\mathcal {E}},\;F\in {\mathcal {F}}\}}
{\displaystyle E[F,-]=\{y\in X\colon \exists x\in F\colon x\approx _{E}y\}}
특히, 모든 점의 (균등 위상에 대한) 근방 필터는 극소 코시 필터를 이룬다.

### 코시 그물
필터 대신 그물의 언어를 사용할 수도 있다.
상향 원순서 집합 {\displaystyle (I,\lesssim )}를 정의역으로, 균등 공간 {\displaystyle (X,(\approx _{E})_{E\in {\mathcal {E}}})}를 공역으로 하는 그물 {\displaystyle (x_{i})_{i\in I}\subseteq X}이 주어졌다고 하자. 만약 임의의 측근 {\displaystyle E\in {\mathcal {E}}}에 대하여, 다음 조건을 만족시키는 {\displaystyle i\in I}가 존재한다면, {\displaystyle (x_{i})_{i\in I}}를 코시 그물(영어: Cauchy net)이라고 한다.
- 임의의 {\displaystyle j,k\gtrsim i}에 대하여, {\displaystyle x_{j}\approx _{E}x_{k}}

주어진 코시 그물에 대하여, 이로부터 유도되는 필터는 항상 코시 필터이며, 반대로 코시 필터에 의하여 정의되는 그물은 코시 그물이다.
코시 그물은 코시 열의 개념의 일반화이다. 즉, 거리 공간 속의 점렬에 대하여, 코시 열인 것은 코시 그물인 것과 동치이다.

## 성질

### 하우스도르프 완비화
하우스도르프 완비 균등 공간들의 범주 {\displaystyle \operatorname {HausCompUnif} }는 모든 균등 공간들의 범주 {\displaystyle \operatorname {Unif} }의 반사 부분 범주를 이룬다. 즉, 포함 함자
{\displaystyle \operatorname {HausCompUnif} \hookrightarrow \operatorname {Unif} }
는 왼쪽 수반 함자
{\displaystyle {\bar {}}\colon \operatorname {Unif} \to \operatorname {HausCompUnif} }
를 갖는다. 이를 균등 공간의 하우스도르프 완비화(영어: Hausdorff completion)라고 한다.
이는 구체적으로 다음과 같다. 임의의 균등 공간 {\displaystyle (X,(\approx _{E})_{E\in {\mathcal {E}}})}의 극소 코시 필터들의 집합을  {\displaystyle \min \operatorname {Cauchy} (X,{\mathcal {E}})}라고 표기하자. {\displaystyle (X,(\approx _{E})_{E\in {\mathcal {E}}})}의 하우스도르프 완비화는 집합으로서 {\displaystyle {\bar {X}}=\min \operatorname {Cauchy} (X,{\mathcal {E}})}이며, 그 위의 균등 공간 구조는 다음과 같은 기본계 {\displaystyle {\bar {\mathcal {B}}}}에 의하여 정의된다.
{\displaystyle {\bar {\mathcal {B}}}=\left\{{\mathfrak {C}}(E)\colon E\in {\mathcal {E}},\;E=E^{\operatorname {op} }\right\}}
{\displaystyle {\mathcal {F}}\approx _{{\mathfrak {C}}(E)}{\mathcal {G}}\iff \exists A\in \operatorname {Small} (E)\colon A\in {\mathcal {F}}\cap {\mathcal {G}}\qquad ({\mathcal {F}},{\mathcal {G}}\in {\bar {X}},\;E\in {\mathcal {E}})}
{\displaystyle \operatorname {Small} (E)=\{A\subseteq X\colon a\approx _{E}b\;\forall a,b\in A\}}
즉, 대칭 측근 {\displaystyle E}에 대하여, {\displaystyle {\mathfrak {C}}(E)}는 적어도 하나 이상의 {\displaystyle E}-작은 집합을 공유하는 극소 코시 필터 순서쌍들의 집합이다. {\displaystyle {\bar {X}}}로 가는 자연스러운 함수
{\displaystyle i\colon X\to {\bar {X}}}
{\displaystyle i\colon x\mapsto {\mathcal {N}}_{x}}
가 존재한다. 여기서 {\displaystyle {\mathcal {N}}_{x}}는 {\displaystyle x}의 근방 필터이다 (이는 항상 {\displaystyle X} 위의 극소 코시 필터를 이룬다). {\displaystyle i}는 균등 연속 함수이며, {\displaystyle i(X)\subseteq {\bar {X}}}는 조밀 집합이다. 또한, {\displaystyle {\tilde {i}}\colon X\to i(X)}는 열린 함수이자 닫힌 함수이자 고유 함수다.:197, §2.3.8, Remark 사실, {\displaystyle i(X)}는 {\displaystyle X}의 하우스도르프화를 정의한다. 특히, 만약 {\displaystyle X}가 하우스도르프 균등 공간이라면 {\displaystyle i}는 균등 공간의 매장이다.

### 완비 균등화 가능 공간
위상 공간 {\displaystyle X}에 대하여, 만약 {\displaystyle X} 위에 그 위상과 호환되는 완비 균등 공간 구조를 부여할 수 있다면, {\displaystyle X}를 완비 균등화 가능 공간(完備均等化可能空間, 영어: completely uniformizable space)이라고 한다.
모든 정칙 파라콤팩트 공간은 완비 균등화 가능 공간이다.:208, Problem 6.L(d)

### 완비 위상군
임의의 위상군 위에는 2개의 표준적인 균등 공간 구조가 존재하며, 이를 오른쪽 균등 공간 구조 {\displaystyle {\mathcal {E}}_{\operatorname {right} }}와 왼쪽 균등 공간 구조 {\displaystyle {\mathcal {E}}_{\operatorname {left} }}라고 한다. 또한, 오른쪽·왼쪽 균등 공간 구조보다 섬세한 가장 엉성한 균등 공간 구조 {\displaystyle {\mathcal {E}}_{\operatorname {right} }\vee {\mathcal {E}}_{\operatorname {left} }}를 생각할 수 있다. 이를 양쪽(영어: two-sided) 균등 공간 구조라고 한다. 세 균등 공간 구조는 모두 위상군의 위상을 유도한다. 아벨 위상군 또는 콤팩트 위상군의 경우, 세 가지 균등 공간 구조가 일치한다. 이러한 위상군을 균형군이라고 한다.
오른쪽·왼쪽 완비 위상군은 자명하게 양쪽 완비 위상군이다. 오른쪽 완비성과 왼쪽 완비성은 서로 동치이다. 즉, 위상군 {\displaystyle G}에 대하여, 다음 두 조건이 서로 동치이다.:245, Proposition 4
- {\displaystyle (G,{\mathcal {E}}_{\operatorname {right} })}는 완비 균등 공간이다.
- {\displaystyle (G,{\mathcal {E}}_{\operatorname {left} })}는 완비 균등 공간이다.

모든 국소 콤팩트 하우스도르프 위상군은 왼쪽·오른쪽·양쪽 완비 균등 공간이다.:245, Corollary 1
임의의 위상군 {\displaystyle G}의 양쪽 완비화 위에는 {\displaystyle G}를 확장하는 유일한 위상군 구조가 존재한다. 반면 오른쪽 완비화 또는 왼쪽 완비화는 위상군을 이룰 필요가 없다. 만약 {\displaystyle G}의 오른쪽 또는 왼쪽 완비화가 위상군을 이룬다면, 이는 항상 양쪽 완비화와 일치한다. 균형군의 경우, 오른쪽·왼쪽·양쪽 완비화가 일치하며, 따라서 완비화는 위상군을 이룬다.

## 참고 문헌
1. 1 2 3  Bourbaki, Nicolas (1989). 《General topology. Chapters 1–4》. Elements of Mathematics (Berlin) (영어) Reprint ofe 1966판. Berlin: Springer-Verlag. ISBN 3-540-19374-X. MR 0979294. Zbl 0683.54003.
2. ↑  Kelley, John L. (1975). 《General topology》. Graduate Texts in Mathematics (영어) 27 2판. Springer. ISBN 0-387-90125-6. ISSN 0072-5285. Zbl 0306.54002.